# Cryphia petrea
Cryphia petrea là một loài bướm đêm thuộc họ Noctuidae. Loài này có ở Tây Ban Nha qua Bắc Phi tới Cận Đông và Trung Đông. In the Levant Loài này có ở Liban, Jordan và Israel.
Con trưởng thành bay vào tháng 8 in Israel. Có một lứa một năm.
Ấu trùng có thể ăn lichen.

## Phụ loài
- Cryphia petrea petrea
- Cryphia petrea contristans (Liban, Jordan, Israel)